# San Bartolomeo dei Morti
San Bartolomeo dei Morti (anche San Bartolomeo ai Morti, San Burtulumée in dialetto cremasco) è un quartiere del comune di Crema.

## Storia

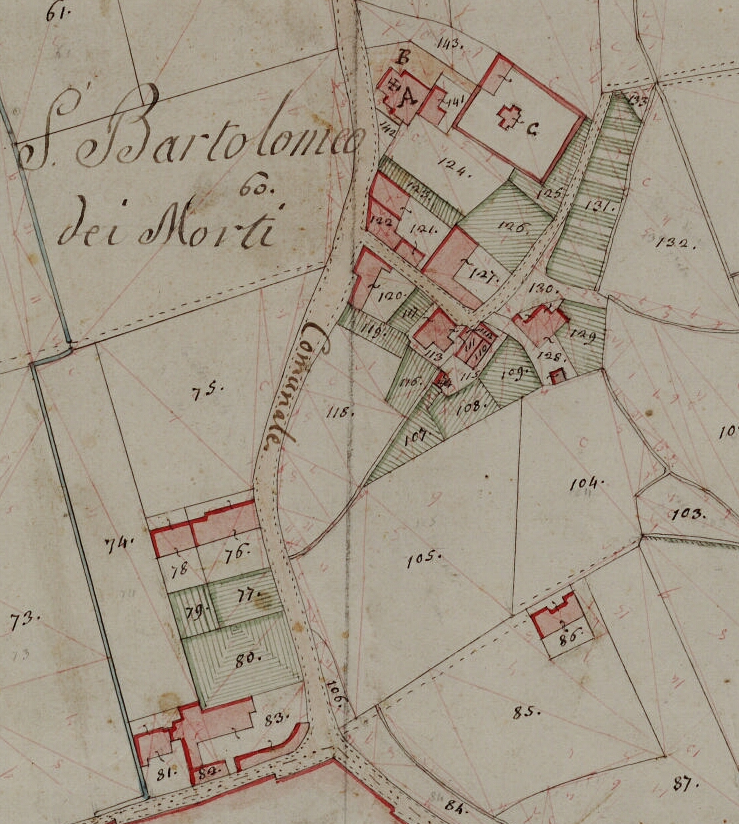
Estratto della "Mappa originale del Comune censuario di San Bartolomeo dei Morti", anno 1814, conservata presso l'Archivio di Stato di Milano.

A cavallo tra XVI e XVII secolo i frati crocigeri abbandonarono il vecchio oratorio di San Bartolomeo, che si collocava tra Porta Serio e Porta Ripalta, demolita probabilmente in funzione di un processo di rafforzamento delle difese di Crema. I frati potrebbero aver ricevuto quale compensazione del denaro con il quale fecero costruire una nuova chiesa campestre nel comune suburbano di Castelminore, sul cui territorio nel 1597 era stata eretta la parrocchia di San Michele arcangelo. L'area era coltivata prevalentemente ad orti e per questo la chiesa era detta originariamente “San Bartolomeo alle Ortaglie”, ma nel 1630 fu scelta quale luogo di sepoltura dei morti dell'epidemia di peste di quell'anno, quindi si cominciò a chiamare quell'edificio “San Bartolomeo ai Morti”; la chiesa fu ricostruita a partire dal 1694.
Alla fine del XVII secolo è citato il comune di San Michele quale ente autonomo tra le comunità del territorio cremasco appartenenti alla Porta Rivolta. Aggregato a Crema, il comune riottenne la propria autonomia nel 1805 per ritornare sotto Crema quattro anni dopo. Con l'attivazione dei comuni in base alla compartimentazione territoriale del regno lombardo-veneto l'ente fu ricostituito con la denominazione comune di San Michele con San Bartolomeo de' Morti che mantenne fino al 1859 anno in cui mutò nome in San Michele Cremasco.
Con Regio Decreto 1º aprile 1875 n. 2420 il Comune di San Michele Cremasco fu soppresso e il territorio fu smembrato, parte ceduto a Ripalta Nuova (incluso San Bartolomeo) e parte a Crema.
L'ultima modifica amministrativa risale al 1928, quando l'abitato di San Bartolomeo ai Morti fu aggregato al Comune di Crema.
Il vescovo monsignor Francesco Maria Franco il 20 luglio 1944 istituiva la parrocchia staccandola definitivamente da San Michele, mentre dall'anno 2012 forma un'unità pastorale con la parrocchia cittadina di San Giacomo Maggiore.

## Monumenti e luoghi d'interesse

### Architetture religiose
- La chiesa parrocchiale di San Bartolomeo apostolo, ricostruita a partire dal 1694.

### Architetture civili
- Villa Perletta, di origini settecentesche con vasto giardino all'inglese e arricchita da importanti opere d'arte nella prima metà del Novecento dal conte Paolo Stramezzi[13].
- Cascina La Costa, ristrutturata nel XIX secolo introducendo elementi in stile neogotico[14].

## Cultura

### Istruzione

#### Scuole
Il quartiere ospita alcuni istituti di istruzione superiore:
- L'ISS Bruno Munari (licei artistico, scienze umane, economico-sociale; istituto tecnico di grafica e comunicazione)[15];
- L'ISS Piero Sraffa (istituto progessionale; istituto tecnico settore economico indirizzo turismo; corsi leFP; corsi serali)[16];
- L'ISS Luca Pacioli (amministrazione finanza e marketing; relazioni internazionali per il marketing; sistemi informativi aziendali; costruzioni, ambiente e territorio; liceo sportivo)[17];
- L'ISS Galileo Galilei (meccanica, meccatronica ed energia; chimica dei materiali, biotecnologie ambientali e biotecnologie sanitarie; informatica e telecomunicazioni; liceo scientifico delle scienze applicate)[18];.